# نزار آغري
نزار آغري (مواليد 1961) كاتب ومترجم سوري - كردي، وهو ناقد أدبي ومترجم من اللغات الإنكليزية والفرنسية والإيطالية والتركية والفارسية والنرويجية والكردية إلى العربية. ولد في تركيا ويعيش حاليا في أوسلو.

## مؤلفاته
صدر له ثلاث روايات:
- أوراق الملا زعفران (2005).
- شارع سالم (2017).
- البحث عن عازار (2021).